# Harriet Tubman

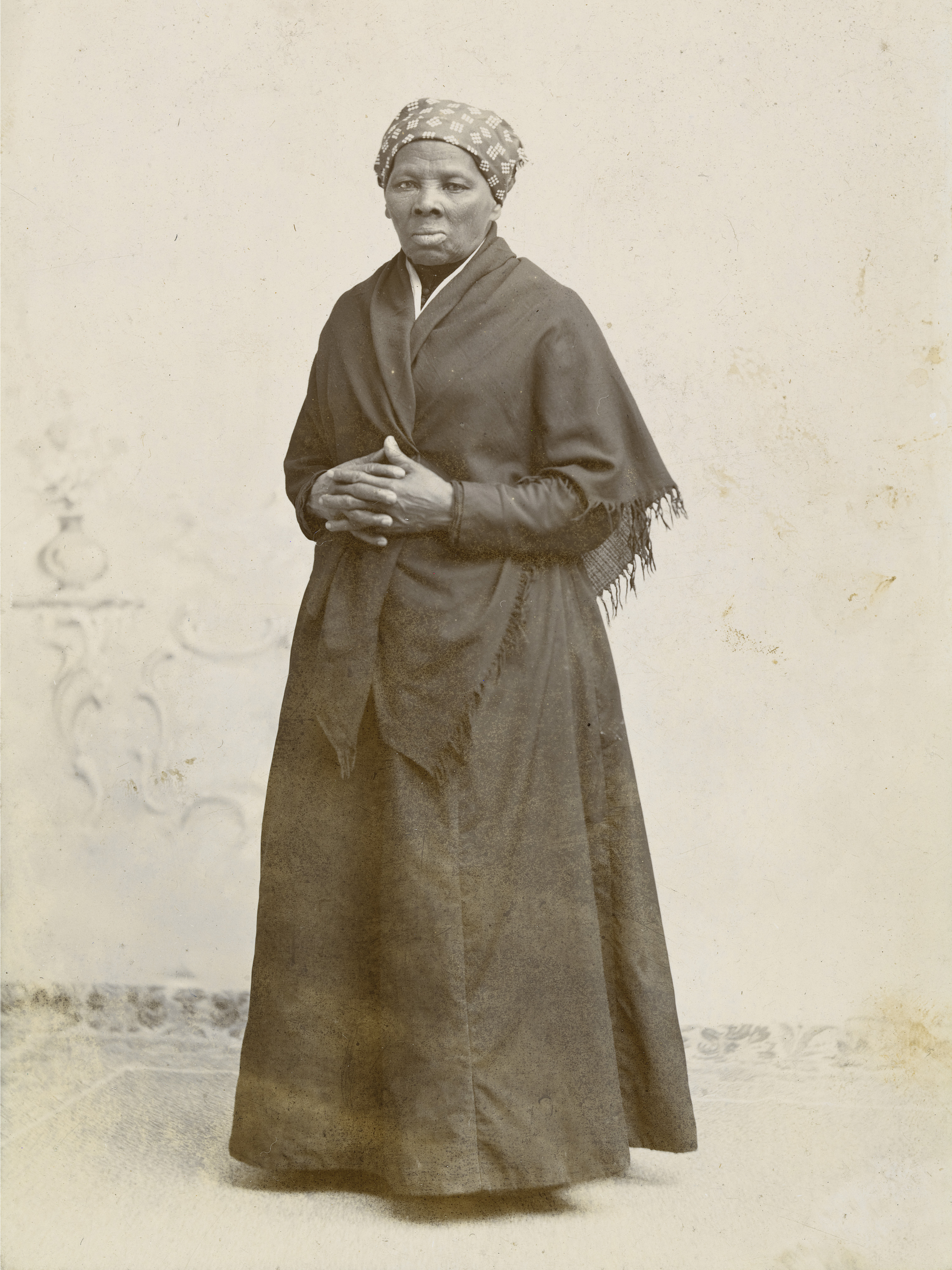
Harriet Tubman, etwa 1885

Harriet Tubman (* ca. 1820 als Araminta Ross im Dorchester County, Maryland; † 10. März 1913 in Auburn, New York) war die bekannteste afroamerikanische Fluchthelferin der Hilfsorganisation Underground Railroad. Sie half von etwa 1849 bis zum Ende des Sezessionskrieges geflüchteten Sklaven, aus den Südstaaten in die Nordstaaten der USA oder nach Kanada zu gelangen.
Nachdem sie im Jahr 1849 selbst erfolgreich der Sklaverei entflohen war, kehrte sie unter dem Codenamen Moses mehrmals in die Südstaaten zurück, um anderen Sklaven auf ihrer Flucht behilflich zu sein. Im Sezessionskrieg arbeitete sie neben ihrer Tätigkeit als Krankenschwester und Köchin als Kundschafterin für die Nordstaaten. In ihren späteren Lebensjahren engagierte sie sich in der Frauenbewegung.
Nach ihrem Tod war Harriet Tubman weitgehend in Vergessenheit geraten, zählt jedoch heute in den USA zu den bekanntesten historischen Persönlichkeiten des Abolitionismus. Dazu haben unter anderem zahlreiche Kinderbücher beigetragen, die seit den 1960er Jahren erschienen sind.

## Leben

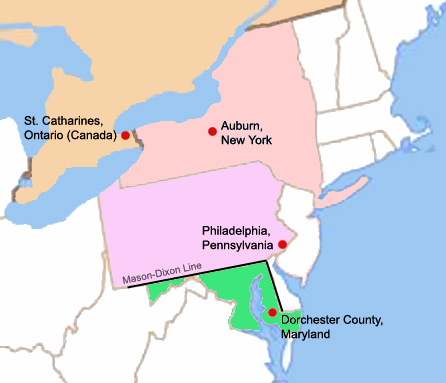
Wichtige Orte im Leben von Harriet Tubman

### Familienhintergrund
Über die Abstammung von Harriet Tubman ist nur bekannt, dass Modesty, ihre Großmutter mütterlicherseits, auf einem Sklavenschiff in die Vereinigten Staaten gebracht wurde. Während ihrer Kindheit wurde Harriet Tubman wiederholt erzählt, dass sie von den Ashanti abstamme, einem Volk, das auf dem Gebiet des heutigen Staates Ghana beheimatet ist. Es gibt keine Belege, die diese Aussage bestätigen oder widerlegen. Über den Großvater auf mütterlicher Seite ist nichts bekannt. Es ist nicht auszuschließen, dass Harriet Green – die Mutter von Harriet Tubman – von einem Weißen gezeugt wurde. Harriet Green arbeitete als Köchin für die Familie Brodess und war zunächst Sklavin von Mary Pattison Brodess. Später war Edward Brodess, der Sohn von Mary Brodess, ihr Sklavenhalter. 1808 heiratete Harriet Green den Sklaven Ben Ross, der dem zweiten Ehemann von Mary Pattison Brodess, Anthony Thompson, „gehörte“. Anthony Thompson besaß eine große Plantage in der Nähe des Blackwater River in Dorchester County, Maryland. Ben Ross, der geschickt im Umgang mit Holz war, war für alle Schreinerarbeiten auf dieser Plantage zuständig. Nach Gerichtsunterlagen zu urteilen hatte das Ehepaar insgesamt neun Kinder.
Entsprechend den testamentarischen Bestimmungen eines Vorbesitzers wurde Harriet Tubmans Vater Ben Ross im Jahr 1840 freigelassen. Er arbeitete weiterhin als Vorarbeiter für die Thompson-Familie, die ihn zuvor als Sklaven besessen hatte. Auch für Harriet Green war in einem Testament des früheren Besitzers festgelegt, dass sie mit 45 Jahren freigelassen werden sollte. Anders als die Thompson-Familie ignorierte die Pattison- und Brodess-Familie diese Verfügung jedoch, als sie die Sklaven erbten. Es gab für einen Sklaven keinerlei Möglichkeiten, diese testamentarische Bestimmung durchzusetzen.

### Kindheit
Harriet Tubman wurde als Araminta „Minty“ Ross geboren. Weder das Geburtsjahr noch der Geburtsort von Harriet Tubman sind sicher. Die Historikerin Kate Larson geht von einer Geburt im Jahre 1822 aus und schließt dies unter anderem aus einer dokumentierten Bezahlung einer Hebamme. Jean Humez hält dagegen das Jahr 1820 für am wahrscheinlichsten, hält aber auch 1822 für möglich. Catherine Clinton weist darauf hin, dass Harriet Tubman ihr Geburtsjahr wiederholt mit 1825 angab, während ihre Sterbeurkunde 1815 als Geburtsjahr nennt und auf dem Grabstein das Jahr 1820 als Geburtsjahr eingemeißelt ist. In den Unterlagen, mit denen sie ihre Kriegsrente beantragte, nannte Harriet Tubman allerdings sowohl die Jahre 1820, 1822 und 1825, was ein Indiz dafür ist, dass auch Harriet Tubman ihr Geburtsjahr nicht kannte.
Edward Brodess, nach Mary Brodess der Besitzer von Harriet Green, verkaufte drei von Harriet Tubmans älteren Schwestern an andere Sklavenhalter. Der Kontakt zwischen ihnen und der Familie riss dadurch ab. Als ein Sklavenhändler aus Georgia auch Harriet Tubmans jüngsten Bruder Moses erwerben wollte, versteckte Harriet Green mit Hilfe anderer Sklaven sowie freier Schwarzer ihren Sohn für über einen Monat. Schließlich kam es zu einer offenen Konfrontation zwischen Edward Brodess und Harriet Green. Als Edward Brodess und der Händler aus Georgia die Sklavenquartiere aufsuchten, um das Kind zu greifen, drohte Harriet Green, dass sie dem ersten, der ihre Behausung beträte, den Kopf einschlagen werde. Edward Brodess verzichtete daraufhin auf einen Verkauf des Kindes. Mehrere Biografen von Harriet Tubman vertreten die Ansicht, dass dieser Vorfall erheblich zu Harriet Tubmans Überzeugung beitrug, dass ein Widerstand möglich und lohnend sei.
Da Harriet Tubmans Mutter im Herrenhaus arbeitete, hatte sie nur wenige Möglichkeiten, sich um ihre Kinder zu kümmern. Bereits als kleines Kind versorgte Harriet Tubman die noch jüngeren Geschwister. Im Alter von fünf oder sechs Jahren sah ihr Besitzer sie als arbeitsfähig an und vermietete sie mehrfach an andere Sklavenhalter. Ihre erste „Leihbesitzerin“ war eine Frau mit dem Namen „Miss Susan“, in deren Diensten Harriet Tubman auf ein Baby aufpassen sollte, wenn es in seiner Wiege schlief. Wachte das Kind auf und schrie, wurde Harriet Tubman dafür mit der Peitsche bestraft. Harriet Tubman berichtete später, dass sie sich an einen Tag erinnere, an dem sie noch vor dem Frühstück nicht weniger als fünf Mal auf diese Weise bestraft wurde. Sie wies noch am Ende ihres Lebens Narben von diesen Strafen auf. Als ihr nach dem Diebstahl von etwas Zucker erneut eine Bestrafung drohte, versteckte sie sich für fünf Tage im Schweinestall eines Nachbarn, bis der Hunger sie zwang, in Miss Susans Haus zurückzukehren. Während sie an den Plantagenbesitzer James Cook ausgeliehen war, musste sie in den nahegelegenen Sümpfen die für Bisamratten aufgestellten Fallen überprüfen. Selbst eine Masernerkrankung war kein Anlass, sie von dieser Arbeit zu entbinden, die sie unter anderem dazu zwang, durch Wasser zu waten, das ihr bis zur Hüfte reichte. Als sie schließlich so schwer erkrankte, dass sie arbeitsunfähig war, wurde sie wieder zu ihrem Besitzer zurückgeschickt. Kurz nachdem ihre Mutter sie wieder gesund gepflegt hatte, vermietete man sie erneut für Plantagenarbeiten an verschiedene Sklavenbesitzer. Harriet Tubman berichtete später, dass sie in dieser Zeit vor allem an Heimweh gelitten habe und verglich sich einmal mit dem boy on the Swanee River, eine Anspielung auf Stephen Fosters Ballade Old Folks at Home. Mit zunehmendem Alter wurden die Aufgaben, die man ihr zuwies, körperlich anstrengender. Man setzte sie bei Waldarbeiten sowie auf den Plantagenfeldern ein, wo Pflügen oder das Führen des Ochsengespanns zu ihren typischen Aufgaben gehörte.

### Die Kopfverletzung
Als Teenager erlitt Harriet Tubman eine schwerwiegende Kopfverletzung, die sie für den Rest ihres Lebens beeinträchtigen sollte. Sie war zu einem Laden geschickt worden, um Vorräte zu kaufen. Dort traf sie auf einen Sklaven einer anderen Plantagenbesitzerfamilie, der sich ohne Erlaubnis von der Feldarbeit entfernt hatte. Sein hinzukommender Aufseher verlangte von Harriet Tubman, dass sie ihm helfe, den Sklaven zu fesseln. Als sie sich weigerte und der Sklave fortlief, griff der Aufseher ein zwei Pfund schweres Gewicht von der Ladentheke, warf damit nach dem Sklaven, verfehlte aber sein Ziel und traf stattdessen Harriet Tubman am Kopf. Sie erzählte später, es habe ihren Schädel gebrochen, und führte es auf ihr dickes Haar zurück, dass sie überhaupt überlebte. Bewusstlos und blutend wurde sie zu der Plantage zurückgebracht, auf der sie zum Zeitpunkt des Vorfalls arbeitete. Zwei Tage lang ließ man sie ohne weitere medizinische Versorgung auf der Bank eines Webstuhls liegen. Danach wurde sie wieder zur Feldarbeit zurückgeschickt. Blut und Schweiß sei ihr immer noch über das Gesicht gelaufen, so dass sie kaum sehen konnte, beschrieb Harriet Tubman es später selbst. Mit der Begründung, dass sie keinen Pfennig wert sei, schickte ihr Leihbesitzer sie schließlich zu Edward Brodess zurück, der erfolglos versuchte, sie zu verkaufen.
Die Kopfverletzung fällt in eine Zeit, in der sich Harriet Tubman zunehmend zu einer religiösen Person entwickelte. Bereits während ihrer Kindheit hatte ihre Mutter ihr Geschichten aus der Bibel erzählt. Die Bibelinterpretation der weißen Sklavenbesitzer, die aus den Schriften der Bibel vor allem die Pflicht der Sklaven zu Gehorsamkeit herauslasen, lehnte Harriet Tubman allerdings ab. Nach der Kopfverletzung begann Harriet Tubman zunehmend Halluzinationen und sehr lebhafte Träume zu haben, die sie bis an ihr Lebensende als ein Zeichen von Gott wertete. Wiederholt war sie für längere Zeit bewusstlos, obwohl sie später behauptete, sie wäre sich dabei immer ihrer Umgebung bewusst gewesen. Ihre Biografin Kate Larson vermutet, dass Harriet Tubman an Narkolepsie litt.

### Heirat
Harriet Tubman heiratete etwa um das Jahr 1844 den freien Schwarzen John Tubman. Über ihren Ehemann und ihre Ehezeit ist wenig bekannt. Die Verbindung war jedoch in jedem Fall auf Grund ihres Sklavenstatus kompliziert. Der Rechtsstatus der Mutter bestimmte den Rechtsstatus ihrer Kinder, so dass alle Nachkommen aus dieser Ehe ebenfalls Sklaven gewesen wären. Ehen zwischen Freien und Sklaven kamen an der Ostküste von Maryland häufig vor. In dieser Region war mehr als die Hälfte der schwarzen Bevölkerung frei, und viele afro-amerikanische Familien bestanden aus freien und versklavten Mitgliedern. Harriet Tubmans Biografin Kate Larson vermutet, dass beim Eheschluss geplant war, dass John Tubman seine Frau bei erster Gelegenheit freikaufen werde. Etwa um die Zeit der Eheschließung änderte sie ihren Vornamen „Araminta“ oder „Minty“ in Harriet. Kate Larson nimmt an, dass dies unmittelbar nach der Eheschließung passierte, während Catherine Clinton davon ausgeht, dass die Änderung des Vornamens erst stattfand, als Harriet Tubman konkrete Pläne hatte, aus der Sklaverei zu entfliehen.

### Der erste Fluchtversuch
1849 erkrankte Harriet Tubman erneut, was ihren Wert als Sklavin erheblich minderte. Edward Brodess versuchte daraufhin, sie zu verkaufen, konnte aber keinen Abnehmer finden. Harriet Tubman reagierte auf diese Verkaufsversuche mit Gebeten an Gott, in denen sie bat, dass er Edward Brodess zur Einsicht bringe: „Ich betete bis zum 1. März die Nächte hindurch für meinen Herren und die ganze Zeit brachte er Leute, die mich besahen und die mich kaufen sollten.“ Als es Anfang März 1849 schien, als habe Edward Brodess einen Käufer gefunden, änderte sie ihre Gebete und bat Gott darum, Edward Brodess zu töten. Eine Woche darauf starb Edward Brodess, was bei Harriet Tubman Reue über ihre Gebete auslöste. Tatsächlich erhöhte der Tod von Edward Brodess die Wahrscheinlichkeit, dass Harriet Tubman an einen anderen Plantagenbesitzer verkauft und dadurch ihre Familie auseinandergerissen würde. Seine Witwe Eliza begann, den Besitz aufzulösen und in diesem Rahmen auch die Sklaven der Familie zu verkaufen. Harriet Tubman wollte allerdings nicht abwarten, welche Pläne die Brodess-Familie in Bezug auf sie hegte. Obwohl ihr Ehemann versuchte, sie davon abzubringen, entschloss sich Harriet Tubman, nach Norden zu fliehen.

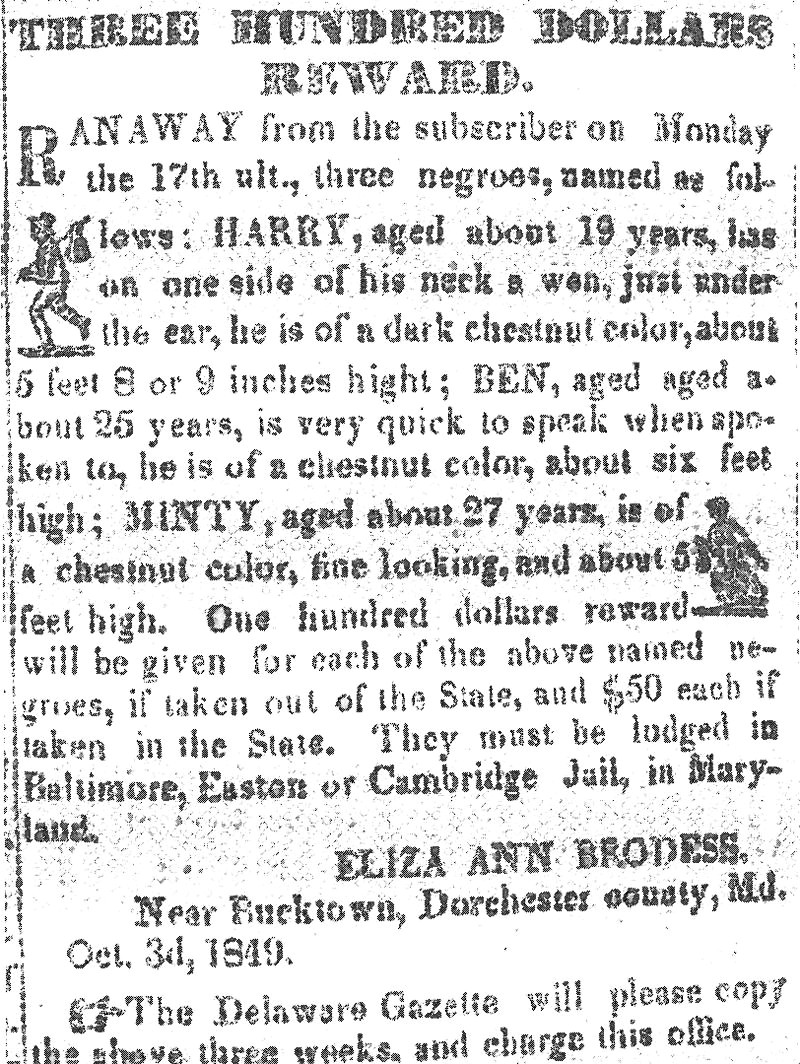
Annonce im Cambridge Democrat, die 300 USD-Belohnung für die Wiederergreifung der entlaufenen Sklaven Araminta (Minty) und ihre Brüder Harry und Ben verspricht

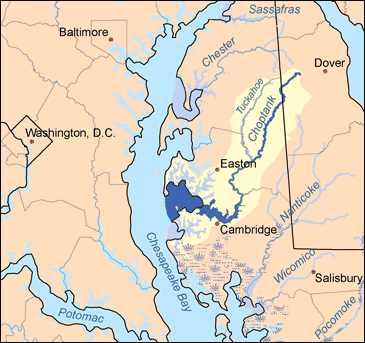
Flusssystem des Choptank – eine der Routen, die Harriet Tubman nutzte

Harriet Tubman und ihre Brüder Ben und Henry entflohen am 17. September 1849. Harriet Tubman war an Anthony Thompson vermietet worden, dem im benachbarten Landkreis Caroline eine große Plantage gehörte. Es ist sehr wahrscheinlich, dass auch ihre Brüder dort für Anthony Thompson arbeiteten. Daher bemerkte Eliza Brodess mit hoher Wahrscheinlichkeit für einige Zeit nicht, dass drei ihrer Sklaven entlaufen waren. Erst zwei Wochen später gab sie eine Anzeige im Cambridge Democrat auf, die jedem bis zu 100 US-Dollar Belohnung versprach, der ihr einen der entlaufenen Sklaven zurück brächte. Die drei Geschwister kehrten jedoch freiwillig zurück: Kaum waren sie in Richtung Norden aufgebrochen, kamen Harriet Tubmans Brüder Zweifel an ihrer Entscheidung. Ben war gerade erst Vater geworden und beide Brüder waren besorgt über die Gefahren, die vor ihnen lagen. Harriet Tubman war gezwungen, mit ihnen zurückzukehren.

### Die Flucht nach Pennsylvania
Wenig später entfloh Harriet Tubman erneut, dieses Mal ohne ihre Brüder. Ihre Familie versuchte sie über ihren erneuten Fluchtversuch zu informieren, indem sie in Gegenwart einer anderen Sklavin, der sie vertraute, ein Lied sang, das versteckt eine Abschiedsbotschaft enthielt: I’ll meet you in the morning, I’m bound for the promised land („Ich treffe Dich am Morgen, Ich breche auf ins versprochene Land“). Die genaue Fluchtroute von Harriet Tubman ist nicht bekannt. Da auch andere Sklaven diesen Fluchtweg nutzten, nannte Harriet Tubman erst gegen Ende ihres Lebens Einzelheiten. Trotzdem sind viele Details unbekannt geblieben. Bekannt ist, dass sie das Netzwerk von Fluchthelfern nutzte, das als Underground Railroad bezeichnet wird. Dieser informelle, aber gut organisierte Verbund bestand aus freien Schwarzen und weißen Sklavereigegnern. Zu den wichtigsten aktiven weißen Sklavereigegnern zählten Mitglieder der Religionsgemeinschaft Religious Society of Friends, auch Quäker genannt. Im Preston-Gebiet nahe der Plantage von Dr. Anthony Thompson lebte eine sehr große Quäker-Gemeinde und es ist wahrscheinlich, dass Harriet Tubman hier Unterschlupf fand. Von dort aus nahm sie wahrscheinlich eine Fluchtroute, die auch von vielen anderen Sklaven genutzt wurde: In nordöstlicher Richtung führte diese Route entlang des Choptank River, dann durch den US-amerikanischen Bundesstaat Delaware nach Pennsylvania. Dieser Fluchtweg hatte eine Länge von etwa 145 Kilometern; zu Fuß benötigte man dafür zwischen fünf Tagen und drei Wochen. Harriet Tubman legte einen großen Teil der Strecke bei Nacht zurück und nutzte den Polarstern als Orientierungshilfe. Eine ständige Gefahr waren Slavecatcher („Sklavenfänger“), die entflohene Sklaven aufgriffen, um die für sie ausgesetzten Belohnungen zu kassieren. Eine Flucht bei Nacht senkte das Risiko, von ihnen entdeckt und ergriffen zu werden. Die Fluchthelfer der Underground Railroad griffen außerdem auf eine Reihe von Tricks zurück, um die Fliehenden vor der Entdeckung zu schützen. In einem der Haushalte, in dem Harriet Tubman zu Beginn ihrer Flucht Unterschlupf fand, ließ die Hausherrin sie den Hof kehren; so entstand der Eindruck, sie würde für die Familie arbeiten. Nach Einbruch der Dunkelheit versteckte die Familie sie auf einem Wagen und brachte sie zum nächsten Unterschlupf. Da Harriet seit ihrer Kindheit immer wieder zu Arbeiten auf andere Plantagen geschickt worden war, war sie vertraut mit den Wäldern und Sumpfgebieten dieser Region; wahrscheinlich verbarg sie sich dort tagsüber.
Ihre Empfindungen beim Überschreiten der Grenze nach Pennsylvania beschrieb Harriet Tubman Jahre später:

„Als ich merkte, dass ich die Grenze überschritten hatte, schaute ich auf meine Hände, um zu sehen, ob ich immer noch dieselbe Person war. Es war alles so herrlich; die Sonne schimmerte wie Gold durch die Bäume und über die Felder und ich fühlte mich, als wäre ich im Himmel.“

### „Moses“
Unmittelbar nachdem Harriet Tubman sich in Pennsylvania niedergelassen hatte, begann sie sich nach ihrer Familie zurückzusehnen. Über diese Zeit berichtete sie später:

„Ich war eine Fremde in einem fremden Land. Mein Vater, meine Mutter, meine Brüder und Schwester waren [in Maryland]. Aber ich war frei und sie sollten auch frei sein.“

Sie nahm eine Reihe verschiedener Arbeiten an und begann, Geld zu sparen. Mittlerweile hatte der Kongress der Vereinigten Staaten jedoch das Fugitive Slave Law of 1850 verabschiedet. Selbst in den US-amerikanischen Bundesstaaten, die die Sklaverei für unrechtmäßig erklärt hatten, musste die Exekutive nun bei der Festsetzung entflohener Sklaven behilflich sein. Wer Sklaven bei ihrer Flucht half, hatte mit schweren Strafen zu rechnen. Entflohene Sklaven, die sich in Bundesstaaten niedergelassen hatten, in denen die Sklaverei unrechtmäßig war, konnten sich dort nicht mehr sicher fühlen. Viele von ihnen zogen weiter nach Norden, um sich in Kanada niederzulassen.

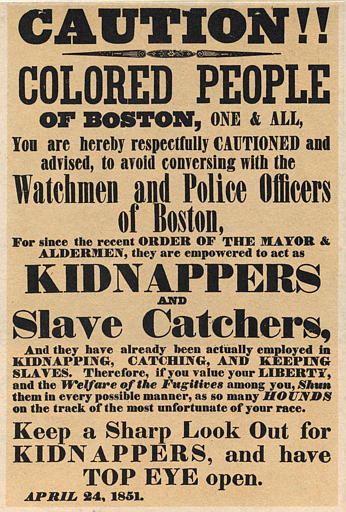
Bostoner Plakat aus dem Jahre 1851, das entflohene Sklaven davor warnte, dass sie von Wachpersonal und Polizisten entführt und zu ihren früheren Besitzern zurückgebracht werden könnten

Im Dezember 1850 erfuhr Harriet Tubman, dass ihre Nichte Kessiah gemeinsam mit ihren zwei kleinen Kindern, dem sechsjährigen James Alfred und dem Baby Araminta, verkauft werden sollte. Von der Vorstellung entsetzt, dass dieser Teil ihrer Familie voneinander getrennt werden sollte, kehrte Harriet Tubman nach Maryland zurück. Diese freiwillige Rückkehr mit dem Ziel, anderen Sklaven auf der Flucht behilflich zu sein, mit der Harriet Tubman das Risiko auf sich nahm, erkannt und ihren früheren Besitzern übergeben zu werden, unterscheidet Harriet Tubman von den meisten anderen Fluchthelfern der Underground Railroad.
In Baltimore versteckte sie sich im Haus ihres Schwagers Tom Tubman, bis die Sklavenauktion anstand, in der Kessiah und ihre Kinder versteigert werden sollten. Kessiahs Ehemann, ein freier Schwarzer mit dem Namen John Bowley, gab das höchste Gebot für seine Frau ab und erhielt tatsächlich den Zuschlag. Während er vorgab, Vorkehrungen für die Entrichtung des Kaufpreises zu treffen, floh Kessiah mit ihren Kindern in ein sogenanntes safe House, einen der Haushalte, die fliehenden Sklaven Unterschlupf boten. Nach Einbruch der Dunkelheit brachte John Bowley seine Familie in einem Holzboot in das 100 Kilometer entfernte Baltimore, wo sie mit Harriet Tubman zusammentrafen, die die gesamte Familie nach Philadelphia brachte.
Im folgenden Frühjahr kehrte Harriet Tubman erneut nach Maryland zurück, um weitere Mitglieder ihrer Familie in die Freiheit zu führen. Dieses Mal begleitete sie ihren Bruder Moses und zwei weitere Männer, deren Identität unbekannt ist, in die Freiheit. Es ist wahrscheinlich, dass Harriet Tubman bei diesen ersten Fluchthilfen vor allem mit dem weißen Sklavereigegner und Quäker Thomas Garrett zusammenarbeitete, der in Wilmington (Delaware) lebte. Die Nachrichten von den erfolgreichen Fluchten ermutigten ihre Familie, ebenfalls eine Flucht ins Auge zu fassen. Harriet Tubmans Biografen, Kate Larson und Catherine Clinton, halten auch fest, dass sie mit jeder Reise zurück nach Maryland an Mut und Sicherheit gewann. Die erfolgreichen Fluchten ließen Harriet Tubman unter dem Namen „Moses“ bekannt werden – eine Anspielung auf den Propheten Moses, der gemäß dem Alten Testament die Hebräer aus Ägypten in die Freiheit führte. Gelegentlich liest man, dass das Spiritual Go down Moses auf Harriet Tubman verweist. Der Volkskundler Harold Courlander hält es durchaus für möglich, dass eine Reihe von Sklaven dieses Spiritual so deutete. Er verweist aber auch darauf, dass vielen der auf Plantagen lebenden Sklaven aufgrund ihrer Semi-Isolation der Name Harriet Tubman unbekannt sein musste und für sie dieses Spiritual eine rein religiöse Thematik hatte.
Im Herbst 1851 kehrte Harriet Tubman erstmals seit ihrer Flucht nach Dorchester County, Maryland zurück. Ihr Ziel war es, ihren Ehemann John zu finden und mit ihm nach Philadelphia zurückzukehren. John hatte jedoch mittlerweile eine andere Frau geheiratet. Als Harriet Tubman ihm die Nachricht schickte, sie sei da, um ihn nach Norden zu bringen, lehnte er mit der Begründung ab, dass er glücklich sei, wo er gerade lebe. Harriet Tubman wollte ihn deshalb zunächst zur Rede stellen, sah dann aber davon ab, weil sie zuletzt zu dem Schluss kam, dass er nicht der Mühe wert sei. Statt seiner brachte sie eine andere Gruppe von Sklaven nach Philadelphia. John Tubman, der mit seiner zweiten Frau eine Familie gründete, kam 16 Jahre später bei einer Streitigkeit mit einem Weißen ums Leben.

### Helfer und Fluchtwege
In elf Jahren kehrte Harriet Tubman insgesamt 13 Mal an die Ostküste von Maryland zurück. Sie führte von dort insgesamt etwa 70 Sklaven persönlich nach Pennsylvania. Unter den Befreiten waren unter anderem auch ihre anderen drei Brüder Henry, Ben und Robert, deren jeweilige Ehefrauen und einige ihrer Kinder. Weiteren fünfzig bis sechzig Flüchtenden gab sie Instruktionen, über welche Wege sie am besten nach Norden gelangen würden. Ihre gefährliche Arbeit verlangte ihr einiges an Einfallsreichtum ab. Zunehmend nutzte sie die Wintermonate, um Gruppen in die Freiheit zu führen, weil in den längeren Nächten das Risiko niedriger war, dass ihre Gruppe gesehen würde. Wenn die Gruppe feststand, die mit ihr Richtung Norden fliehen würde, brachen sie gewöhnlich am Samstagabend auf, da die Zeitungen, mit denen ihre Flucht bekannt würde, erst am Montag erscheinen würden. Mit Hilfe von zuvor vereinbarten Gospelliedern signalisierte sie ihren Mitreisenden, ob irgendeine Gefahr bestand oder ob sie sich gefahrlos aus ihren Verstecken bewegen könnten.

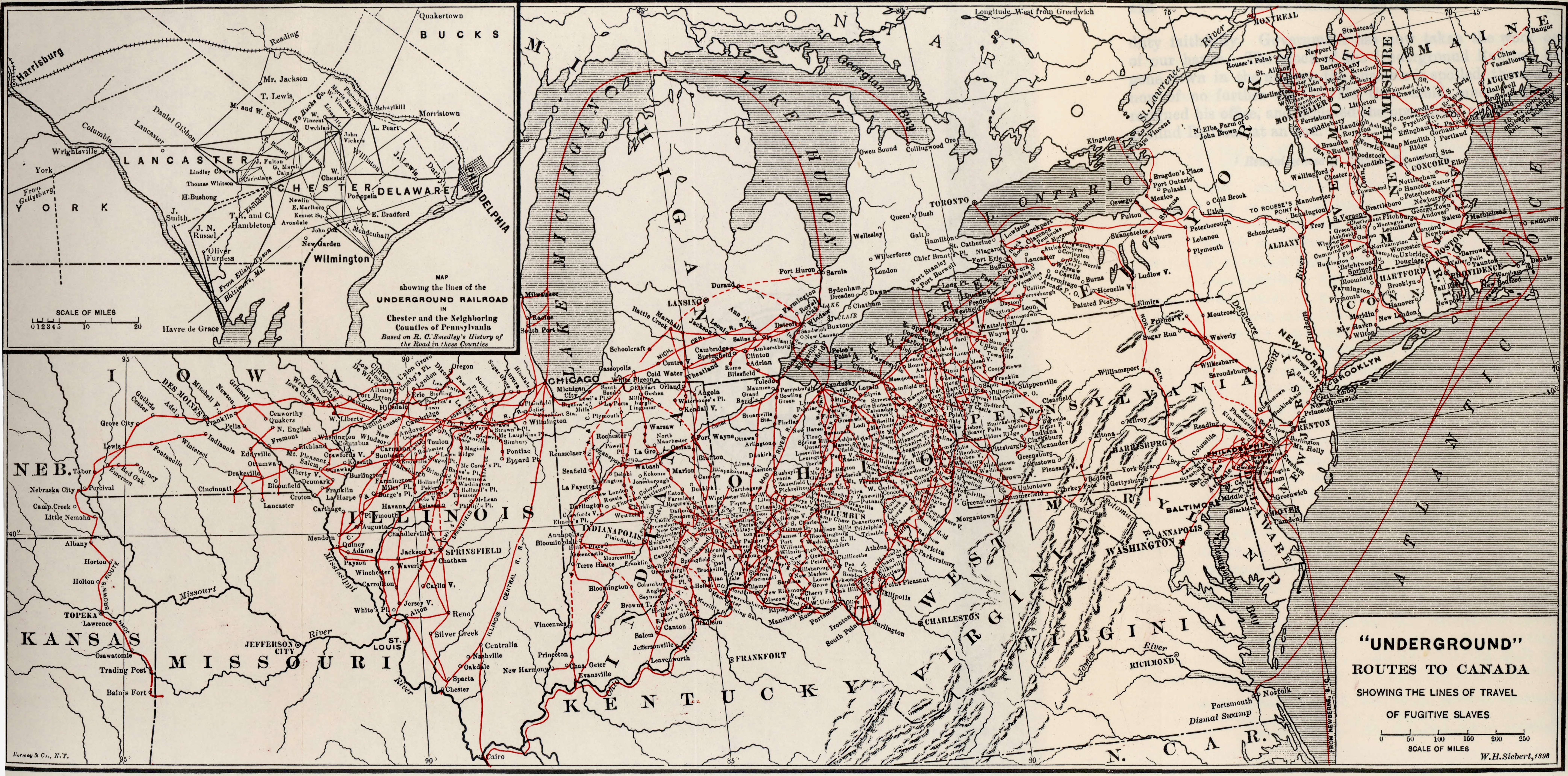
Karte mit einigen der Routen, die die Fluchthelfer der Underground Railroad nutzten

Harriet Tubman war in Maryland ständig der Gefahr ausgesetzt, von einem der Weißen wiedererkannt zu werden, für die sie als Sklavin gearbeitet hatte. Einmal entging sie während einer Zugfahrt der Entdeckung durch einen früheren Arbeitgeber, weil sie sich hinter einer Zeitung verstecken konnte. Um möglichst unauffällig zu wirken, trug sie auf einer anderen Reise als Kopfbedeckung eine Haube sowie zwei lebende Hühner unter dem Arm. Das sollte den Anschein vermitteln, sie sei eine Haussklavin, die etwas für ihre Besitzer besorge. Als sie merkte, dass ein Weißer, für den sie einstmals gearbeitet hatte, direkt auf sie zuging, riss sie an der Schnur, mit der die Füße der Hühner zusammengebunden waren. Während sie so tat, als beruhige sie die Hühner wieder, vermochte sie so zu verhindern, dass er ihr ins Gesicht blicken konnte.
In einem Interview im Jahre 1897 mit dem Autor Wilbur Siebert nannte Harriet Tubman einige der Details über ihre Arbeit für die Underground Railroad. Sie fand mehrfach Unterschlupf bei Sam Green, einem freien schwarzen Prediger, der in East New Market, Maryland lebte. Sie versteckte sich wiederholt in der Nähe ihres Elternhauses in Caroline County. Von dort aus reiste sie in nordöstlicher Richtung nach Delaware über Sandtown und Willow Grove nach Camden. In Camden fand sie Unterstützung bei William und Nat Brinkley sowie Abraham Gibbs, die ihr jeweils halfen, über Dover und Smyrna nach Blackbird zu gelangen. Weitere Mitarbeiter der Underground Railroad waren ihr behilflich, den Chesapeake und Delaware Kanal in Richtung New Castle und Wilmington zu überqueren. In Wilmington organisierte der Quäker Thomas Garrett die Weiterreise entweder zu William Still oder zu den Häusern anderer Unterstützer der Underground Railroad im Gebiet rund um die Stadt Philadelphia. Der Afroamerikaner William Still zählt wie Harriet Tubman zu den wichtigsten Persönlichkeiten der Underground Railroad. Historiker gehen heute davon aus, dass William Still hunderten von fliehenden Sklaven behilflich war, von Philadelphia aus in die US-amerikanischen Bundesstaaten New York, New England oder gar nach Kanada zu fliehen. Seit der Verabschiedung des Fugitive Slave Law of 1850 war die Region um Philadelphia, das direkt an die Südstaaten angrenzte, für geflohene Sklaven kein sicheres Gebiet mehr. In den weiter nördlich gelegenen Bundesstaaten war das Risiko deutlich geringer, dass Slavecatcher dort nach entflohenen Sklaven suchen würden. Wirklich sicher für entflohene Sklaven war allerdings nur noch Kanada.

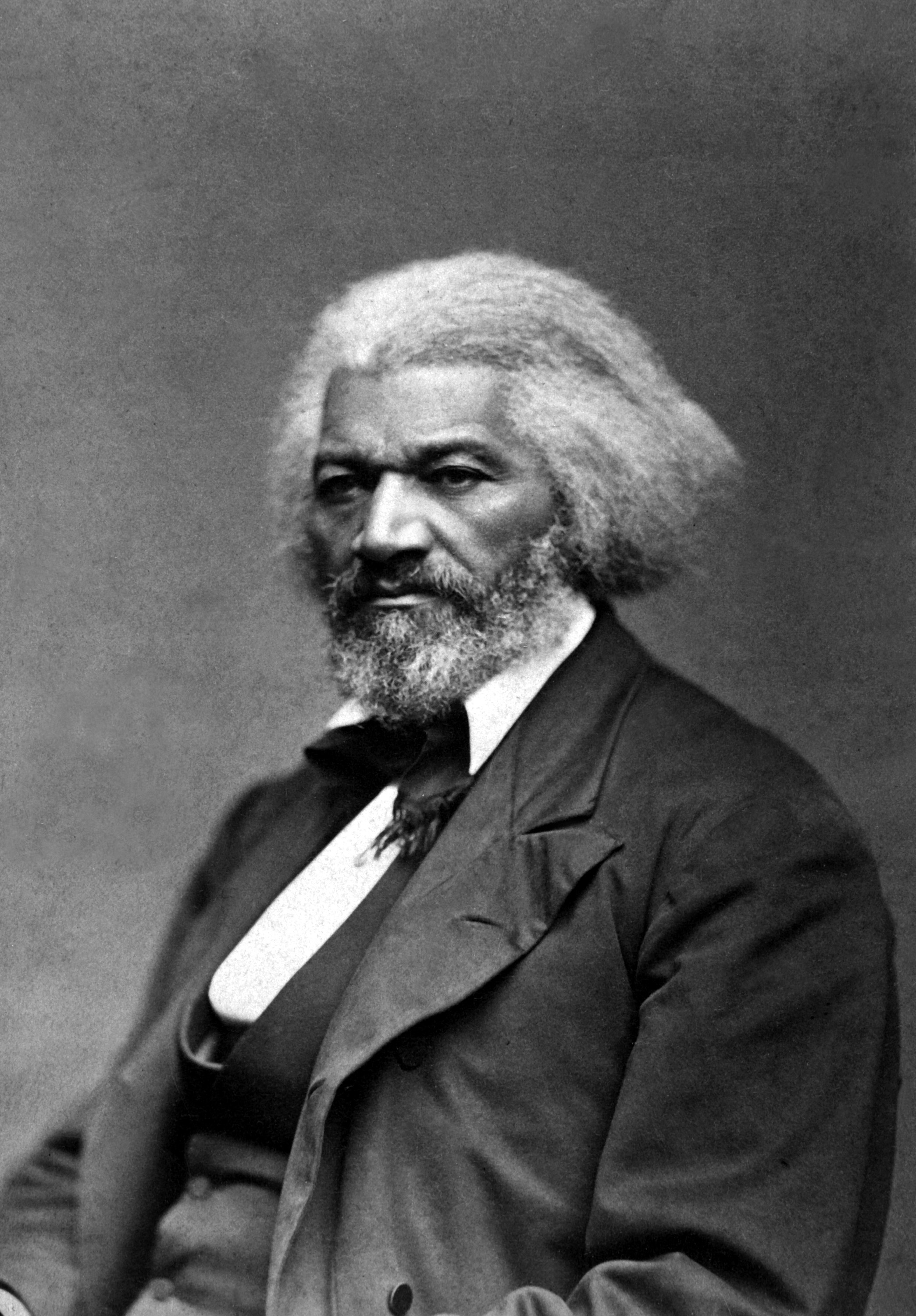
Frederick Douglass, der sich wie Harriet Tubman für die Befreiung versklavter Schwarzer engagierte

Im Dezember 1851 brachte Harriet Tubman erstmals elf Flüchtlinge nach Kanada. Es ist unbekannt, wer alles zu dieser Gruppe gehörte, aber vermutlich war die Familie Bowley dabei, die sie im Herbst 1850 nach Philadelphia geführt hatte. Es gibt Hinweise, die es sehr plausibel machen, dass Harriet Tubman und ihre Gruppe auf dem Weg nach Kanada Unterschlupf bei Frederick Douglass fanden. In einer seiner Autobiografien berichtet er davon, dass er einmal elf Flüchtlingen gleichzeitig Unterschlupf gewährte: „Sie mussten bei mir bleiben, bis ich genügend Geld zusammenhatte, das für die Weiterreise nach Kanada ausreichte. Es war die größte Gruppe, die ich jemals beherbergt hatte und ich hatte Probleme, so viele mit Essen und Platz zu versorgen…“ Sowohl die Anzahl der Flüchtenden als auch der Zeitpunkt macht es sehr wahrscheinlich, dass es sich dabei um Harriet Tubmans Gruppe handelte.
Frederick Douglass und Harriet Tubman zeigten füreinander hohe Wertschätzung. 1868 schrieb Frederick Douglass ihr einen Brief, in der er ihr erläuterte, warum er ihre Arbeit so hoch werte:

“You ask for what you do not need when you call upon me for a word of commendation. I need such words from you far more than you can need them from me, especially where your superior labors and devotion to the cause of the lately enslaved of our land are known as I know them. The difference between us is very marked. Most that I have done and suffered in the service of our cause has been in public, and I have received much encouragement at every step of the way. You, on the other hand, have labored in a private way. I have wrought in the day—you in the night. … The midnight sky and the silent stars have been the witnesses of your devotion to freedom and of your heroism. Excepting John Brown—of sacred memory—I know of no one who has willingly encountered more perils and hardships to serve our enslaved people than you have.”

„Als Du mich um eine Empfehlung batest, hast Du mich um etwas gebeten, was Du nicht brauchst. Ich brauche Deine Empfehlung viel mehr als Du meine – ganz besonders, weil Deine herausragende Arbeit und Dein Engagement im Kampf für die Versklavten unseres Lands allen so gut bekannt ist wie mir. Der Unterschied zwischen uns ist erheblich. Das meiste, was ich getan habe […] geschah in der Öffentlichkeit und ich habe bei allem viel Unterstützung erhalten. Du dagegen hast im Stillen gearbeitet. Ich habe am Tag gekämpft und Du in der Nacht […] Nur der nächtliche Himmel und die stillen Sterne waren Zeuge Deines Freiheitskampfes und Deines Mutes. Von John Brown abgesehen […] kenne ich keinen, der freiwillig soviel Gefahren und Entbehrungen auf sich genommen hat, um unseren versklavten Mitmenschen zu helfen.“

Harriet Tubmans Religiosität war für sie eine wesentliche Quelle für die Kraft, wiederholt die gefährliche Reise nach Maryland anzutreten. Die Halluzinationen, an denen sie seit ihrer Kopfverletzung litt, waren für sie ein Zeichen göttlicher Vorsehung. Sie war zutiefst davon überzeugt, dass Gott für ihre Sicherheit sorgen werde. Der Quäker Thomas Garrett sagte über sie: „Ich kenne keine andere Person, egal welcher Hautfarbe, die so viel Vertrauen in die Stimme Gottes hatte“. Auf ihren Reisen hatte sie einen Revolver bei sich und zeigte wenig Scheu, ihn zu benutzen. Sklaven, die nach einem Fluchtbeginn zu ihren Besitzern zurückkehren wollten, stellten für die übrigen Fliehenden ein hohes Risiko dar, weil sie Fluchthelfer und -weg verraten konnten. Harriet Tubman hat später davon berichtet, dass sie einen Fliehenden nur dadurch von der Rückkehr abhalten konnte, indem sie ihm die Pistole an den Kopf hielt und ihn zu erschießen drohte. Die Waffe war auch ein Schutz vor Slavecatchern und ihren bissigen Hunden.

### Kopfgeld für Harriet Tubman?
Den Sklavenbesitzern an der Ostküste von Maryland war nicht bewusst, dass die entlaufene, körperlich kleine und behinderte Sklavin Minty in so viele erfolgreiche Fluchtversuche von Sklaven involviert war. Statt Harriet Tubman vermuteten sie in den späten 1850er Jahren, dass ein weißer Sklavereigegner ihre Sklaven nach Norden brachte. Sie erwogen zwischenzeitlich sogar die Möglichkeit, dass der „weiße“ Aktivist und militante Sklavereigegner John Brown mittlerweile an der Ostküste aktiv sei. Die angeblichen 40.000 US-Dollar Kopfgeld (entspräche heute ungefähr 911.000 US-Dollar), die für die Ergreifung von Harriet Tubman ausgesetzt worden sein sollen und über die man gelegentlich bis heute in Verbindung mit Harriet Tubman liest, sind in Wirklichkeit niemals versprochen worden. Der Ursprung dieses Gerüchts ist aber bekannt: Im Jahre 1868 versuchte eine Sklavereigegnerin mit Namen Salley Holley für Harriet Tubman eine Rente durchzusetzen und verfasste zu diesem Zweck unter anderem einen Zeitungsartikel. Darin schrieb sie, für die Sklavenhalter von Maryland wären 40.000 US-Dollar für die Ergreifung von Harriet Tubman nicht zu hoch gewesen. Wie unrealistisch diese Zahl ist, zeigt die Kaufkraft dieser Summe und der Vergleich mit anderen Belohnungen. Für 400 USD konnte man zu dieser Zeit bereits eine kleine Farm kaufen. Für die Ergreifung der Attentäter von Abraham Lincoln setzte die US-amerikanische Bundesregierung jeweils 25.000 US-Dollar aus. Wäre jemals ein Kopfgeld von 40.000 US-Dollar auf Harriet Tubman ausgesetzt gewesen, hätte dies wegen der ungewöhnlichen Höhe in den gesamten USA für Schlagzeilen gesorgt. So finden sich aber weder irgendwelche Belege für diese Summe noch für die angeblichen 12.000 US-Dollar bzw. 10.000 US-Dollar, die gleichfalls gelegentlich als Belohnung für die Ergreifung von Harriet Tubman genannt werden.
Während ihrer gesamten Zeit als Fluchthelferin der Underground Railroad ist weder Harriet Tubman jemals ergriffen noch einer der Sklaven eingefangen worden, die sie nach Norden brachte. Jahre später sagte Harriet Tubman in einer Rede über sich selbst:

„Ich war für acht Jahre Schaffnerin der Underground Railroad und ich kann von mir behaupten, was nur wenige andere Schaffner sagen können – ich habe meinen Zug nie entgleisen lassen und ich habe niemals einen meiner Passagiere verloren.“

### John Brown und der Überfall auf Harpers Ferry
Mit einer ihrer letzten Reisen im Jahre 1857 brachte Harriet Tubman ihre Eltern nach Norden. Ihr Vater Ben Ross hatte Harriet Green im Jahre 1855 für zwanzig Dollar von Eliza Brodess kaufen können, so dass beide nun den Status freier Schwarzer hatten. Ben Ross hatte jedoch entflohenen Sklaven Unterschlupf gewährt, so dass für das Ehepaar die Gefahr bestand, verhaftet zu werden. Harriet Tubman brachte sie ins kanadische St. Catharines, wo mittlerweile mehrere von Harriet Tubmans Verwandten lebten.

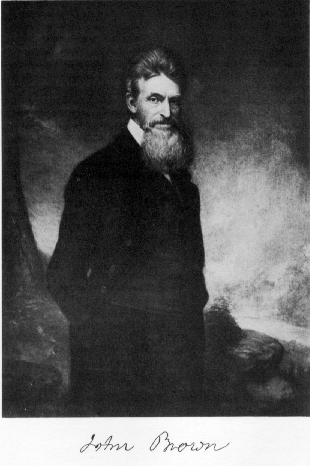
John Brown

Im April 1858 wurde Harriet Tubman John Brown vorgestellt. Er zählte zu den Sklavereigegnern, die bereit waren, auch Gewalt zu gebrauchen, um die Sklaverei in den Vereinigten Staaten zu beenden. Ähnlich wie Harriet Tubman fühlte sich auch John Brown von Gott dazu berufen, gegen die Sklaverei vorzugehen, und vertraute darauf, dass Gottes Schutz ihn vor den Racheaktionen der Sklavenhalter bewahren werde. Harriet Tubman war überzeugt davon, sie habe in einer prophetischen Vision die Begegnung mit John Brown vorhergesehen.
Zum Zeitpunkt ihres ersten Zusammentreffens war John Brown damit beschäftigt, einen Angriff auf Sklavenhalter zu planen. Andere Sklavereigegner wie Frederick Douglass und William Lloyd Garrison hielten wenig von seinem Vorhaben, durch Kämpfe einen eigenen Staat für befreite Sklaven zu schaffen. John Brown dagegen war überzeugt, dass es nach ersten gewaltsamen Konfrontationen zu Aufständen unter den Sklaven kommen würde, die sich über die gesamten Südstaaten der Vereinigten Staaten erstrecken würden. „General Tubman“, wie er Harriet Tubman nannte, war wegen ihrer Kenntnisse der Gegebenheiten und der potentiellen Unterstützer im Grenzgebiet der US-amerikanischen Bundesstaaten Pennsylvania, Maryland und Delaware für ihn eine der wesentlichen Unterstützer. Am 8. Mai 1858 hielt John Brown ein Treffen in Chatham-Kent, Ontario, ab, bei dem er erstmals Details eines Überfalls auf Harpers Ferry, West Virginia, nannte. Der Plan blieb allerdings nicht geheim. John Brown musste daher das Vorhaben verschieben und nutzte diese Zeit, um Gelder zu sammeln. Harriet Tubman unterstützte ihn sowohl bei seinen Bemühungen um Geldmittel als auch beim Ausarbeiten eines detaillierteren Planes für den Angriff auf Harpers Ferry.
Harriet Tubman war zu diesem Zeitpunkt vor allem damit beschäftigt, auf Treffen von Sklavereigegnern zu sprechen und sich um ihre Verwandten zu kümmern. Im Herbst 1859, als John Brown und seine Männer ihren Angriff durchführten, war Harriet Tubman nicht dabei. Einige Historiker sind der Ansicht, dass sie sich zu dem Zeitpunkt in New York aufhielt und krank war. Andere Historiker vermuten, dass sie zu dem Zeitpunkt versuchte, geflohene und mittlerweile in Kanada lebende Sklaven zu einer Teilnahme am Kampf gegen die Sklavenhalter zu bewegen. Kate Larson dagegen hält es für wahrscheinlicher, dass sie zu dem Zeitpunkt in Maryland war, wo sie entweder für die Pläne von John Brown warb oder erneut Familienmitglieder zur Flucht nach Norden bewegen wollte. Kate Larson hält allerdings auch fest, dass Harriet Tubman mittlerweile möglicherweise die Zweifel von Frederick Douglass an der Durchführbarkeit des Planes teilte.
Tatsächlich scheiterte der Angriff auf Harpers Ferry und der gefangen genommene John Brown wurde im Dezember 1859 gehängt. Für viele Sklavereigegner wurde sein fehlgeschlagener Angriff zu einem Symbol des Widerstands; er selber galt als nobler Märtyrer. Harriet Tubman pries ihn bis an ihr Lebensende und betonte mit den Worten  [H]e done more in dying, than 100 men would in living (übersetzt etwa „er hat durch seinen Tod mehr bewirkt als 100 andere durch ihr Leben“), welche einigende Wirkung von seinem Tod ausgegangen sei.

### Auburn und Margaret

Die Gedenktafel wurde errichtet von den Bürgern von Auburn 1914

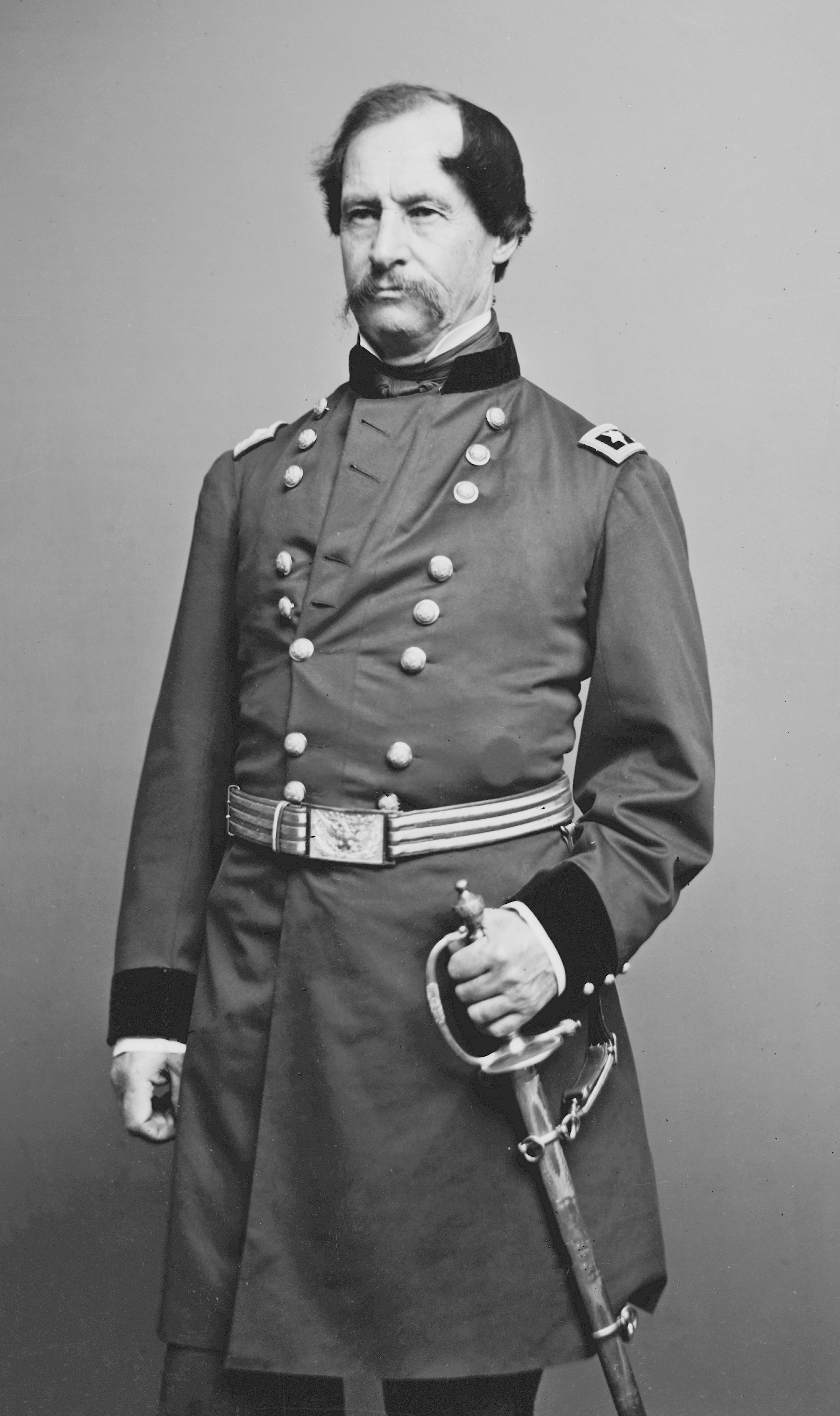
Union General David Hunter zählte wie Harriet Tubman zu den entschiedenen Gegnern der Sklaverei

Zu Beginn des Jahres 1859 verkaufte der Sklavereigegner und US-Senator William H. Seward ein kleines Stück Land, das im Randbezirk der Stadt Auburn im Bundesstaat New York lag, für 1200 Dollar an Harriet Tubman. In der Stadt Auburn lebten viele Personen, die sich im Kampf gegen die Sklaverei engagierten und Harriet Tubman fühlte sich dort hinreichend sicher, um ihre Eltern zu sich zu holen. Aber auch in Auburn mussten entflohene Sklaven damit rechnen, auf Basis des Fugitive Slave Law an ihre Besitzer überstellt zu werden. Harriet Tubmans Geschwister hatten deshalb erhebliche Vorbehalte gegen diesen Umzug. Die Historikerin Catherine Clinton geht davon aus, dass Harriet Tubmans Verärgerung über die sogenannte Dred-Scott-Entscheidung der Anlass war, dass sie in die USA zurückkehrte. Das Haus am Rand von Auburn wurde zum Zentrum im Leben von Harriet Tubman. Sie nahm über Jahre dort sowohl Verwandte als auch Untermieter auf und bot Schwarzen auf dem Weg nach Kanada Unterschlupf.
Kurz nach dem Erwerb ihres Hauses in Auburn kehrte Harriet Tubman ein weiteres Mal nach Maryland zurück und kehrte mit ihrer „Nichte“ Margaret zurück. Es gibt bislang keinen Konsens über die Identität von Margarets Eltern. Harriet Tubman selber deutete an, es habe sich um freie Schwarze gehandelt. Das Mädchen ließ in Maryland einen Zwillingsbruder und ein liebevolles Zuhause zurück. Margarets spätere Tochter Alice bezeichnete das Ganze als „Kidnapping“: „Sie entriss ein Kind damit der Geborgenheit eines guten Zuhauses und brachte sie an einen Ort, wo sich niemand um sie kümmerte.“ Die Historikerinnen Clinton und Larson halten es für möglich, dass Margaret die leibliche Tochter von Harriet Tubman war. Kate Larson weist darauf hin, dass die beiden einander ungewöhnlich eng verbunden waren und argumentiert, dass Harriet Tubman, die den Kummer eines von seiner Mutter getrennten Kindes aus eigenem Erleben kannte, nicht mutwillig eine Familie auseinandergerissen hätte. Catherine Clinton weist außerdem auf die starke Ähnlichkeit zwischen Harriet Tubman und Margaret hin, die auch Alice, die Tochter von Margaret, eingesteht. Für diese Hypothese gibt es jedoch keine konkreten Belege.
Im November 1860 reiste Harriet Tubman ein letztes Mal nach Maryland, um Sklaven bei der Flucht behilflich zu sein. Während der 1850er Jahre war es Harriet Tubman nicht gelungen, ihre Schwester Rachel und deren zwei Kinder in den Norden der Vereinigten Staaten zu bringen. Bei ihrer Rückkehr nach Dorchester County im Jahre 1860 erfuhr sie, dass Rachel mittlerweile verstorben war. Die Flucht ihrer beiden versklavten Kinder Ben und Angerine hätte Harriet Tubman allerdings nur durch eine Bestechungszahlung von 30 USD bewerkstelligen können. Über das Geld verfügte sie nicht, so dass sie die Kinder zurücklassen musste. Ihr späteres Schicksal ist unbekannt. Statt ihrer führte Harriet Tubman eine andere Gruppe nach Norden, mit der sie am 28. Dezember 1860 wieder in Auburn eintraf.

### Der Amerikanische Bürgerkrieg
Im Jahre 1861 begann der Amerikanische Bürgerkrieg. Harriet Tubman sah einen Sieg der Union als wesentlichen Schritt auf dem Weg zur Abschaffung der Sklaverei. Gemeinsam mit Gegnern der Sklaverei aus Boston und Philadelphia versuchte sie daher durch ihre aktive Mitarbeit die Nordstaatenarmee zu unterstützen. Diese bestand zu Beginn vor allem in einer Versorgung von Flüchtlingen in den Lagern um Port Royal, South Carolina.
In Port Royal traf Harriet Tubman auf General David Hunter, einen entschiedenen Sklavereigegner. Er erklärte alle Sklaven, die nach Fort Monroe geflohen waren, zur Kriegsbeute und gab ihnen dann die Freiheit. Aus den befreiten Sklaven wollte er außerdem ein Regiment formen. US-Präsident Abraham Lincoln war dies jedoch zu radikal und er tadelte General Hunter für seine Maßnahmen. Harriet Tubman verurteilte Abraham Lincolns Antwort und seine generelle Unwilligkeit, die Sklaverei in den USA zu beenden, aus moralischen wie aus pragmatischen Gründen. Entsprechend ihrem Weltbild war sie fest davon überzeugt, dass Gott die Nordstaaten nur dann siegen lassen werde, wenn sie das Unrecht der Sklaverei beendeten. In Port Royal arbeitete Harriet Tubman als Krankenschwester und kümmerte sich auch um die, die an Pocken erkrankt waren. Die Tatsache, dass sie sich dabei nicht ansteckte, gab den Gerüchten, dass sie unter einem besonderen Schutz durch Gott stünde, weitere Nahrung. Ihr Recht, sich von der Feldküche mit versorgen zu lassen, wurde von einer Reihe von befreiten Sklaven allerdings auch als Bevorzugung gewertet. Um Spannungen zu vermeiden, verzichtete Harriet Tubman darauf. Für ihren Lebensunterhalt verkaufte sie Root Beer und Pasteten, die sie abends selbst herstellte.

### Kundschafterin der Unionstruppen
Zum 1. Januar 1863 erklärte Abraham Lincoln mit der Emanzipationsproklamation die Sklaverei in den von der Union abgefallenen Bundesstaaten für beendet. Für Harriet Tubman war dies der Anlass, noch entschiedener die Truppen der Union zu unterstützen und sie begann, für diese als Kundschafterin zu arbeiten. Sie gehörte zunächst einer Gruppe an, die (im Auftrag des Kriegsministers Edwin M. Stanton) die noch von den Konföderierten besetzte Umgebung von Port Royal erkunden und kartieren sollte. Die Sümpfe und Flussläufe von South Carolina glichen denen an der Ostküste von Maryland und ihre Fähigkeit und Erfahrungen, sich in einem solchen Gebiet unentdeckt zu bewegen, waren dafür wertvoll. Wenig später arbeitete sie als Kundschafterin von Colonel James Montgomery und versorgte ihn mit Informationen, die wesentlich für die erfolgreiche Eroberung von Jacksonville in Florida waren.

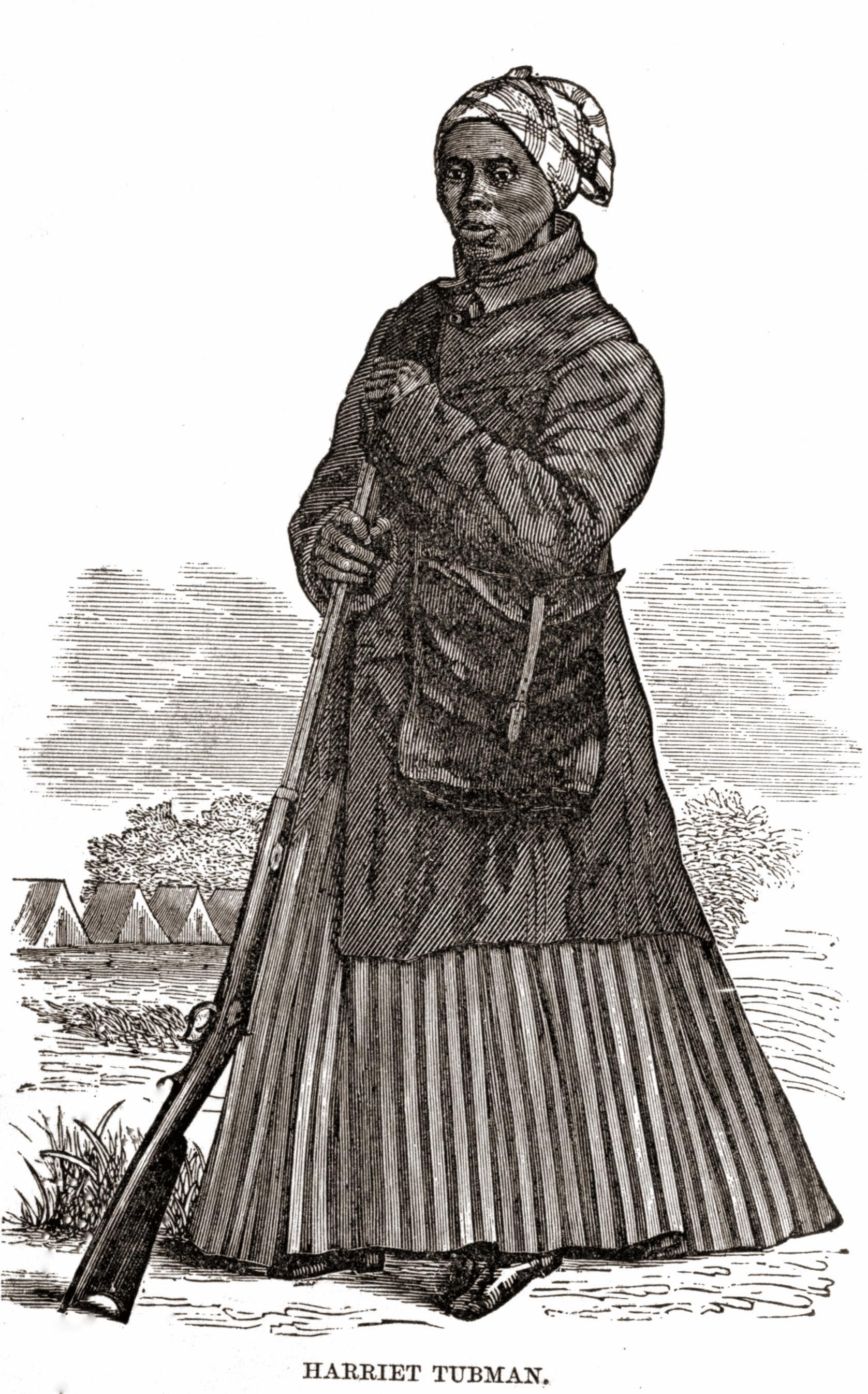
Ein Holzschnitt, der Harriet Tubman während des nordamerikanischen Bürgerkrieges zeigt

Auch während des Angriffs von James Montgomery und seinen Truppen auf eine Reihe von Plantagen entlang des Combahee Rivers kam Harriet Tubman als Kundschafterin eine wesentliche Rolle zu. Am Morgen des 2. Juni 1863 führte Harriet Tubman drei Dampfschiffe, die Unionstruppen an Bord hatten, durch den verminten Flusslauf des Combahee Rivers. Sobald sie an Land waren, setzten die Union-Truppen die dort befindlichen Plantagen in Brand, zerstörten die Infrastruktur und erbeuteten Nahrungsmittel im Wert von tausenden von Dollar. Das Pfeifen der Dampfschiffe wurden von den Sklaven entlang des Ufers als Zeichen zur Flucht begriffen. Harriet Tubman beschrieb später, wie in diesem chaotischen Moment Frauen mit noch dampfenden Reistöpfen in den Händen und Säcken voll quietschender Ferkel über der Schulter an Bord flohen, während ihre kleinen Kinder sich an ihre Hälse klammerten. Ihre Besitzer versuchten mit Peitschen- und Waffengewalt die Massenflucht zu verhindern, doch ihre Bemühungen waren in dem Tumult nahezu erfolglos. In dem Augenblick, in dem die konföderierten Truppen heran eilten, legten die Dampfschiffe in Richtung Beaufort, South Carolina ab.
Mehr als siebenhundert Sklaven wurden durch jenes als Combahee River Raid bezeichnete Vorgehen befreit. Zeitungsartikel priesen Harriet Tubmans Patriotismus und Energie und hoben hervor, wie erfolgreich sie unter den frisch befreiten Sklaven dafür warb, sich den Truppen der Union anzuschließen. Nach dem erfolgreichen Angriff auf die Plantagen am Combahee River arbeitete sie für Colonel Robert Gould Shaw während des Angriffs auf Fort Wagner. Der Legende nach war sie diejenige, die ihm seine letzte Mahlzeit brachte. Die verlustreiche Schlacht um Fort Wagner beschrieb Harriet Tubman später mit den Worten:

„Und dann sahen wir Blitze und das waren die Gewehre, und dann hörten wir Donner und das waren die Kanonen, und dann hörten wir Regen fallen und das waren die Tropfen von Blut, und als wir losgingen um die Früchte zu holen, waren es tote Männer, die wir ernteten.“

Harriet Tubman arbeitete für zwei weitere Jahre für die Truppen der Union. Sie kümmerte sich um frisch befreite Sklaven, kundschaftete die noch von konföderierten Truppen beherrschten Regionen aus und arbeitete schließlich als ungelernte Krankenschwester in Virginia. Sie kehrte in dieser Zeit in Abständen immer wieder nach Auburn zurück, um sich um ihre Familie zu kümmern. Selbst nach dem Ende des Bürgerkrieges verblieb sie noch für einige Monate im Dienst der Truppen, bevor sie endgültig nach Auburn zurückkehrte. Harriet Tubman erhielt in dieser Zeit niemals regulären Lohn. Auch in den Folgejahren wurde ihr zunächst jegliche Entschädigung oder Rente verweigert. Ihr inoffizieller Status machte es schwierig, ihre Arbeit für die Truppen zu dokumentieren, und die Behörden der US-Regierung brauchten lange, um diese anzuerkennen. Erst 1899 erhielt Harriet Tubman eine Pension für ihre Leistungen in dem 1865 beendeten Bürgerkrieg. Da sie in großer Armut lebte, waren ihre Schwierigkeiten, eine offizielle Pension zu erhalten, für sie besonders schmerzhaft.

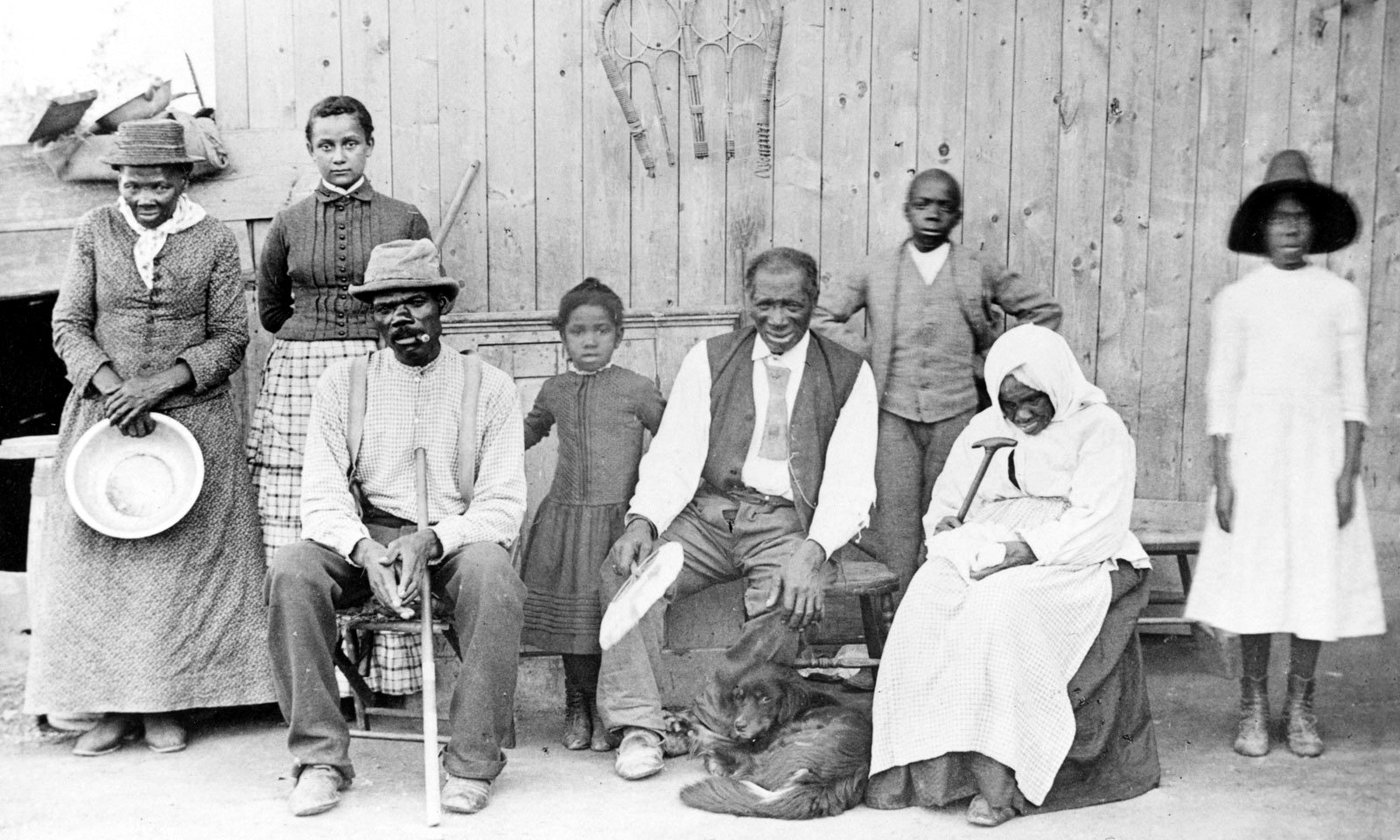
Harriet Tubman steht am äußersten linken Rand; sitzend mit Stock ihr Mann Davis, und neben Tubman steht die später adoptierte Tochter Gertie Tubman, Aufnahme etwa um 1887 vor Harriet Tubmans Haus in Auburn

### Die Jahre nach dem Bürgerkrieg
Harriet Tubman verbrachte den Rest ihres Lebens in Auburn, wo sie sich um ihre Familie sowie andere bedürftige Personen kümmerte. Den Lebensunterhalt für sich und ihre Eltern verdiente sie mit einer Reihe unterschiedlicher Jobs. Sie vermietete außerdem Zimmer ihres Hauses. Zu ihren Untermietern zählte auch der Bürgerkriegsveteran Nelson Davis, der in Auburn als Maurer arbeitete. Die beiden verliebten sich ineinander, und obwohl er 22 Jahre jünger als Harriet Tubman war, heirateten sie am 18. März 1869. 1874 adoptierten sie gemeinsam ein Kleinkind mit dem Namen Gertie.
Finanzielle Unterstützung fand Harriet Tubman durch die Personen, die sie aus der Zeit des Kampfes gegen die Sklaverei kannten. Sarah H. Bradfort verfasste ihre erste, 132 Seiten lange Biografie, die 1869 unter dem Titel Scenes in the Life of Harriet Tubman (Szenen aus dem Leben der Harriet Tubman) erschien. Der Verkauf des Buches brachte Harriet Tubman etwa 1.200 USD ein. Auch wenn das Buch aus heutiger Sicht sehr subjektiv geschrieben ist und Sarah Bradfort sich eine Reihe künstlerischer Freiheiten nahm, ist es nach wie vor eine wichtige Quelle über das Leben von Harriet Tubman. Sarah H. Bradfort publizierte 1886 einen weiteren Band unter dem Titel Harriet, the Moses of her people (Harriet, der Moses ihres Volkes). Diese Publikation hatte unter anderem auch das Ziel, die finanziell angespannte Situation der Harriet Tubman zu erleichtern.
Wegen ihrer Schulden – unter anderem war sie mit den Zahlungen für ihr Haus und Grundstück am Rand von Auburn im Rückstand – wurde Harriet Tubman Opfer eines Schwindels. Zwei Männer mit Namen Stevenson und John Thomas behaupteten, sie hätten in ihrem Besitz Gold, das sie aus South Carolina herausgeschmuggelt hätten. Sie boten Harriet Tubman diesen Schatz, der nach ihren Angaben 5.000 USD wert war, für eine Barzahlung von 2.000 USD an. Ihr Vertrauen erweckten sie unter anderem, weil sie behaupteten, sie würden einen von Harriet Tubmans Verwandten kennen, und sie beherbergte sie für einige Tage in ihrem Haus. Harriet Tubman war sich bewusst, dass in den Südstaaten viele Weiße Wertsachen vergraben hatten, als sich die Unionstruppen näherten. Häufig waren es Schwarze, die man damit beauftragte, entsprechende Gruben auszuheben. Die Geschichte war daher durchaus plausibel und ihr finanzieller Engpass sowie eine gewisse Gutgläubigkeit sorgten dafür, dass Harriet Tubman sich auf den Handel einließ. Das Geld dafür lieh sie sich von einem wohlhabenden Bekannten. Sobald die zwei Männer Harriet Tubman zur angeblichen Übergabe des Goldes in einen Wald gelockt hatten, griffen sie sie jedoch an, betäubten sie mit Chloroform und stahlen ihr das Geld. Die Öffentlichkeit im Bundesstaat New York reagierte auf den Vorfall mit Empörung und während einige Harriet Tubman wegen ihrer Naivität tadelten, sympathisierten viele mit ihr wegen ihrer finanziellen Nöte. Der Vorfall rief der Öffentlichkeit auch ihre Leistungen während des Sezessionskrieges ins Gedächtnis, für die sie bislang keinerlei Kompensation erhalten hatte. Gerry Whiting Hazelton, ein Mitglied des US-Repräsentantenhauses aus Wisconsin, versuchte über dieses eine Sonderzahlung von 2.000 USD an Harriet Tubman zu bewirken, um sie für ihre Leistungen als Kundschafterin, Spionin und Krankenschwester im Dienste der Unionstruppen zu entschädigen. Der Vorschlag wurde abgelehnt.

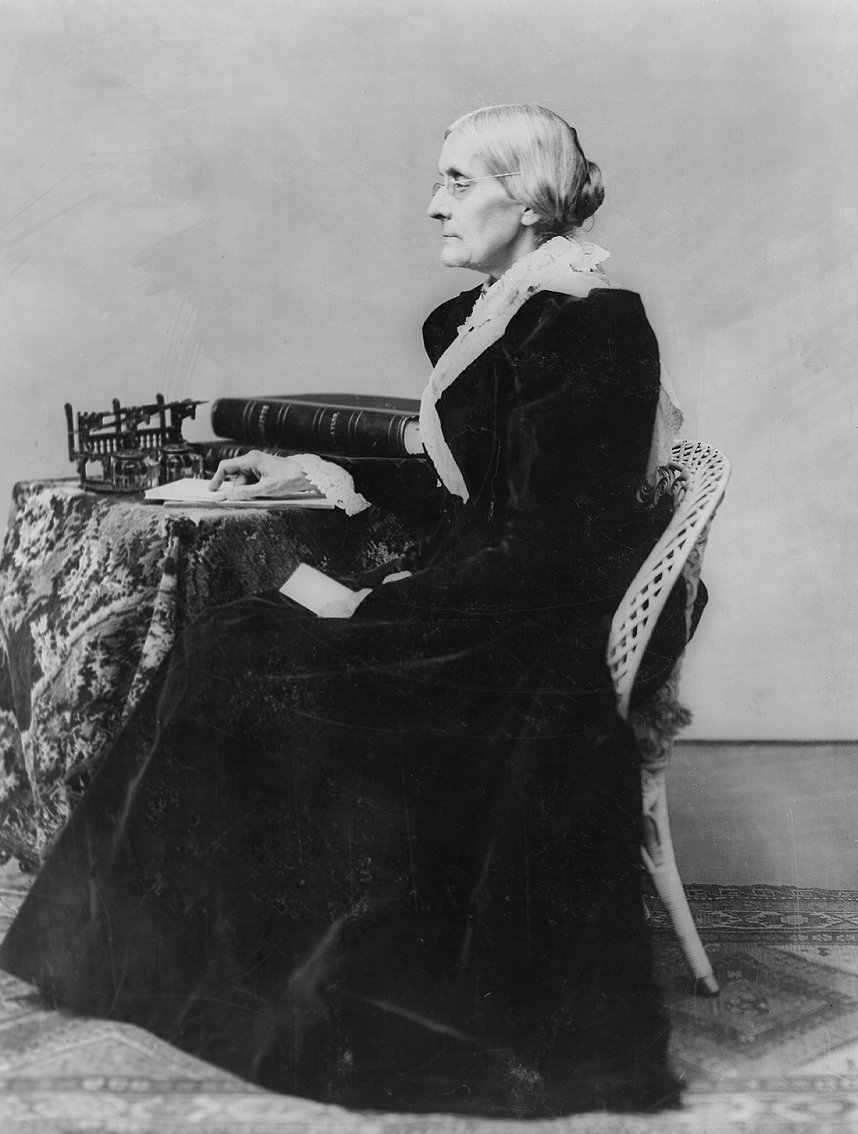
Susan B. Anthony war eine der führenden Frauenrechtlerinnen der USA

### Die US-amerikanische Frauenrechtsbewegung
Harriet Tubman wandte sich in ihren späten Lebensjahren zunehmend der Frauenrechtsbewegung zu und arbeitete mit prominenten US-amerikanischen Frauenrechtlerinnen wie Susan B. Anthony und Emily Howland zusammen. Sie warb unter anderem auf Veranstaltungen in New York, Boston und Washington, D.C. für das Wahlrecht der Frauen. Dabei beschrieb sie ihre Aktivitäten während und nach dem Sezessionskrieg und argumentierte, dass der Einsatz und die Opferbereitschaft zahlreicher Frauen gezeigt habe, dass sie Männern ebenbürtig seien. Als 1896 die „National Federation of Afro-American Women“ gegründet wurde, war Harriet Tubman die Hauptrednerin des ersten Zusammenkommens. Diese Aktivitäten sorgten dafür, dass Harriet Tubman wieder in den Fokus der Öffentlichkeit geriet. Ein Magazin mit dem Namen „The Woman’s Era“ (deutsch: Das Zeitalter der Frau) veröffentlichte eine Artikelserie über einflussreiche Frauen und widmete einen Artikel Harriet Tubman. Eine Zeitung der Frauenrechtsbewegung belegt eine Serie von Empfängen in Boston, auf denen Harriet Tubman und ihr Dienst um die US-amerikanische Nation gewürdigt wurde. Nach wie vor verfügte Harriet Tubman über wenige Geldmittel und musste eine Kuh verkaufen, um sich das Zugticket für die Anreise zu diesen Feierlichkeiten leisten zu können.

### Krankheit und Tod
Um die Jahrhundertwende engagierte sich Harriet Tubman zunehmend in der African Methodist Episcopal Zion Church in Auburn. Im Jahr 1903 schenkte sie der Kirche einen Teil ihres Grundstückes mit der Auflage, darauf ein Heim für alte und mittellose Afroamerikaner zu errichten. Bis zur Eröffnung des Heimes vergingen allerdings fünf Jahre und Harriet Tubman war zusätzlich verärgert darüber, dass der kirchliche Träger des Heimes festlegte, dass zukünftige Heimbewohner eine Aufnahmegebühr von 100 USD entrichten sollten. Obwohl das im Widerspruch zu ihrem Schenkungsgedanken stand, war sie der Ehrengast, als das „Harriet Tubman Home for the old“ am 23. Juni 1908 eröffnet wurde.

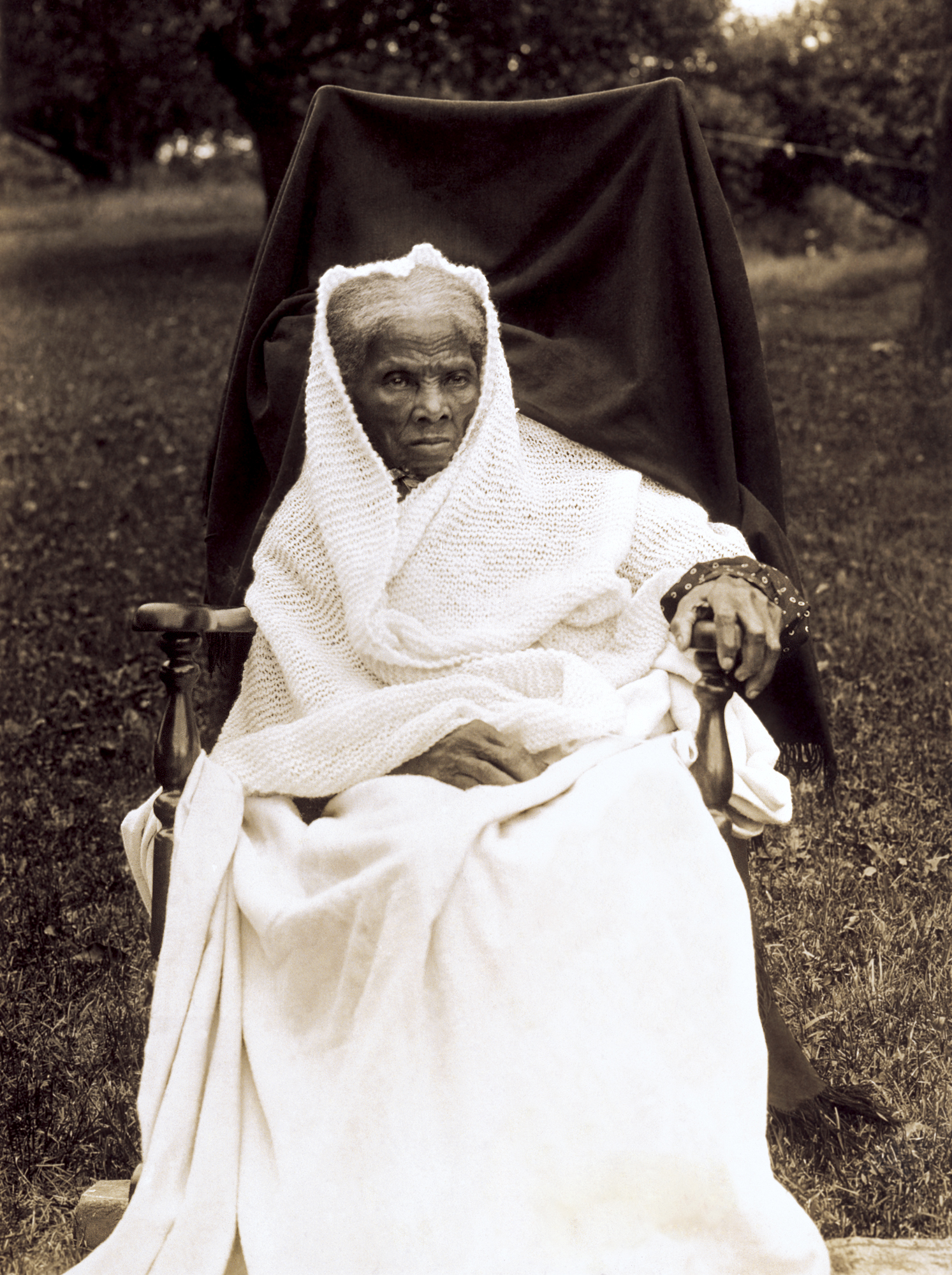
Harriet Tubman um 1910

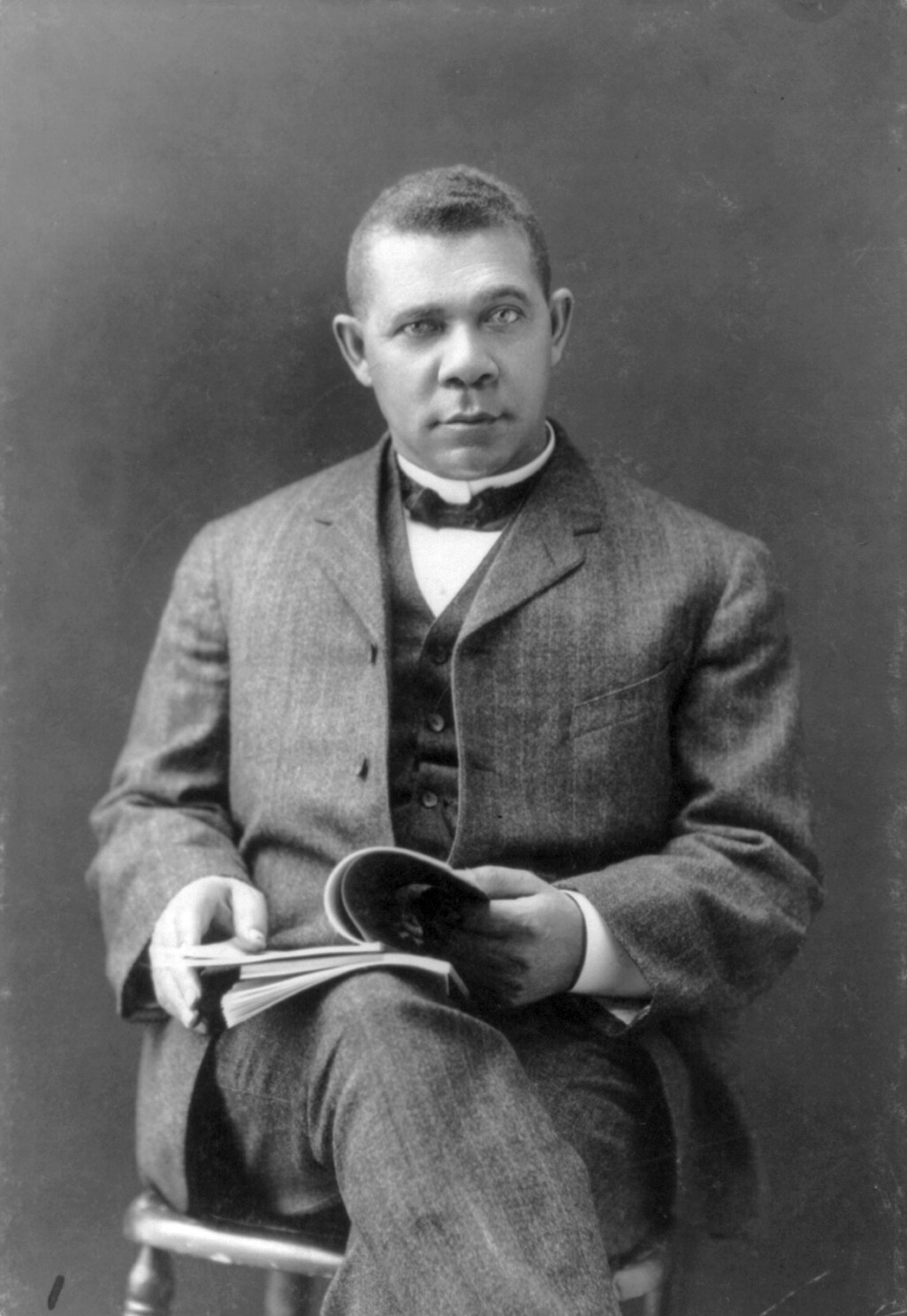
Booker T. Washington (1903)

Nach wie vor litt Harriet Tubman unter den Folgen der Kopfverletzung, die sie als Jugendliche erlitten hatte. Bereits in den späten 1890er Jahren hatte sie sich einer Operation in Bostons Massachusetts General Hospital unterzogen, weil sie wegen der Schmerzen und des ständigen „Summens“ in ihrem Kopf nicht mehr schlafen konnte. Nach ihren eigenen Angaben wurde dabei die Schädeldecke angehoben, was ihr erhebliche Erleichterung verschaffte. 1911 war sie körperlich so hinfällig, dass sie in das von ihr gestiftete Heim ziehen musste. Eine New Yorker Zeitung beschrieb sie als krank und mittellos, was dazu führte, dass eine Reihe von Bewunderern ihr erneut Geld zukommen ließen. Umgeben von Freunden und Familienmitgliedern verstarb Harriet Tubman im Alter von etwa 93 Jahren am 10. März 1913 an den Folgen einer Lungenentzündung.

„[B]ereits als 13jähriges Mädchen besaß sie den Muth, einen ihrer weißen Peiniger, der einen armen kranken Sclaven unbarmherzig geschlagen hatte, anzugreifen, was ihre eigene Lage natürlich nicht verbesserte. Kaum 19 Jahre alt, gelang es Harriet, ihrem Herrn zu entfliehen und, den größten Gefahren trotzend, zu Fuß die nördlichen Staaten zu erreichen, wo die Sklaverei bereits abgeschafft war. Dort wurde sie für frei erklärt und mit größtem Eifer begann sie sofort selbständig zu arbeiten und jeden Heller, den sie sich vom Munde absparen konnte, beiseite zu legen. Sobald sie eine genügende Summe beisammen hatte, machte sie sich auf den Weg nach dem Süden, und wo immer sie Sclaven antraf, die sich auf der Flucht befanden, half sie ihnen, das Land der Freiheit zu gewinnen. […] Sie wusste den Flüchtlingen so versteckte Wege zu zeigen und sie vor ihren Verfolgern so geschickt zu verbergen, dass keiner ihrer Schützlinge in die Hände seiner Peiniger fiel. Nachdem das kühne Mädchen zahlreiche Excursionen dieser Art mit bestem Erfolg ausgeführt hatte, bildeten die Sclavenhalter eine Verbindung und setzten 10000 Dollars demjenigen aus, der ihnen Harriet Tubman in die Hände liefern würde. Aber gleich einer Jeanne d'Arc, wie durch eine höhere Macht beschützt, entging sie allen ihr gelegten Fallen. […] Die noch sehr rüstige Greisin hat nun durch die Begründung des Heims bei Auburne ihren edelherzigen, von reinster Menschenliebe geleiteten Bestrebungen die Krone aufgesetzt.“

## Postume Ehrungen und nationale Wahrnehmung
Nach ihrem Tod wurde Harriet Tubman mit militärischen Ehren auf dem Fort Hill Cemetery in Auburn begraben. Die Stadt Auburn ließ zu ihrem Andenken eine Plakette am Gerichtsgebäude anbringen. Obwohl die Plakette stolz darüber bekundet, dass eine so prominente Person Bürgerin der Stadt Auburn war, hat es Kritik erregt, dass auf der Plakette Harriet Tubman in nicht korrektem Englisch zitiert wird. Das darauf wiedergegebene Zitat I nebber run my train off de track, das man vermutlich wegen seiner größeren Authentizität dem korrekteren I never run my train off the track vorzog, gilt heute nicht mehr als politisch korrekt und ist kritisiert worden, weil es ihr Ansehen als US-amerikanische Patriotin und entschiedene Humanistin untergrabe. Immerhin war jedoch Booker T. Washington Hauptredner während der damaligen Gedenkfeier anlässlich der Anbringung der Plakette. Das von Harriet Tubman ins Leben gerufene Altenheim wurde nach 1920 aufgegeben, aber später von der African Methodist Episcopal Zion Church renoviert und dient heute als Museum und Bildungszentrum.
Nach den beiden Biographien von Sarah Bradford erschien erst 1942 eine weitere, an ein erwachsenes Publikum gerichtete. Zahlreiche, zum Teil dramatisch überzeichnete Versionen von Harriet Tubmans Leben waren zuvor für Kinder erschienen. Earl Conrad wollte jedoch mit seiner Biografie wissenschaftlichen Anforderungen genügen. Er brauchte vier Jahre, bis er einen Verleger für das Buch mit dem Titel Harriet Tubman: Negro Soldier and Abolitionist („Harriet Tubman: Negersoldatin und Sklavereigegnerin“) fand. Trotz des Bekanntheitsgrades von Harriet Tubman brauchte es mehr als sechzig Jahre, bis erneut seriöse Biographien über Harriet Tubman erschienen. Jean Humez publizierte 2003 ein Buch, das einige der Lebensgeschichten von Harriet Tubman aufgriff. Die beiden Biografien der Historikerinnen Kate Larson und Catherine Clinton erschienen im Jahre 2004.
Nach einer am Ende des 20. Jahrhunderts in den Vereinigten Staaten durchgeführten Umfrage zählt Harriet Tubman dort bis heute zu den bekanntesten Persönlichkeiten der US-amerikanischen Geschichte. Lediglich Betsy Ross und Paul Revere haben einen höheren Bekanntheitsgrad. Generationen von Afro-Amerikanern war sie ein Vorbild im Kampf um die Bürgerrechte. Politiker aus allen politischen Lagern haben sie in Reden geehrt. Zur Erinnerung an Harriet Tubman tragen Dutzende von Schulen ihren Namen, neben dem Harriet Tubman Home in Auburn erinnert auch das Harriet Tubman Museum in Cambridge an sie.
Bereits 1944 wurde ein Liberty-Frachter der US-Marine, die SS Harriet Tubman, auf ihren Namen getauft. Sie war die erste Schwarze, die in dieser Form geehrt wurde. In der ersten Hälfte der 2020er Jahre war geplant, das georderte, aber noch nicht in Bau befindliche Versorgungsschiff T-AO-213, ein Trossschiff der John-Lewis-Klasse, nach ihr zu benennen. Während der 2. Amtszeit von Donald Trump als US-Präsident kündigten Vertreter aus der Umgebung des neuen Verteidigungsministers Pete Hegseth aber an, den Namen im Zuge der von ihm betriebenen Politik der Wiederausgrenzung von Minderheiten aus der Kultur der amerikanischen Streitkräfte zu ändern.
Die feministische Gruppe Combahee River Collective, die in den 1970er Jahren den Rassismus innerhalb der Frauenbewegung kritisierte, nannte sich nach der von Harriet Tubman organisierten Sklavenbefreiung. Harriet Tubman wurde in die Anthologie Daughters of Africa aufgenommen, die 1992 von Margaret Busby in London und New York herausgegeben wurde.
Im Jahr 1978 gedachte das United States Postal Service mit einer Briefmarkenserie afro-amerikanischer Persönlichkeiten. Die erste Briefmarke dieser Reihe trägt das Porträt von Harriet Tubman. Im selben Jahr zeigte NBC den zweiteiligen Film A woman called Moses mit Cicely Tyson in der Hauptrolle.
Nach Harriet Tubman ist seit 1994 ein Venuskrater auf der nördlichen Venushemisphäre benannt: Venuskrater Tubman. Im Jahr 2014 wurde auf Vorschlag eines Teams der Astrophysikerin Carrie Nugent ein Asteroid des äußeren Hauptgürtels nach Harriet Tubman benannt: (241528) Tubman.
Bis zum April 2016 beteiligten sich Millionen von Bürgern an einer Umfrage unter Finanzminister Jack Lew, wer auf der neu zu gestaltenden 20-Dollar-Note erscheinen sollte. Schon davor gewann Tubman mit 118.328 Stimmen eine Abstimmung der Non-Profit-Organisation Womenon20s vor etwa Wilma Mankiller, Eleanor Roosevelt und Rosa Parks. Im Jahr 2016 gab Finanzminister Jack Lew bekannt, dass 2020 der neue 20-US-Dollar-Schein das Porträt von Tubman zeigen sollte. Tubman wäre damit die einzige Frau auf der Vorderseite eines Dollar-Scheins. Allerdings stellte der nachfolgende Finanzminister Steven Mnuchin das Vorhaben seines Vorgängers im August 2017 zurück, nachdem Donald Trump es als „pure political correctness“ verspottet hatte. Mnuchin stellte in Frage, ob weiterhin Personen auf neugestalteten US-Dollar-Noten abgebildet werden sollen. Im Mai 2019 gab Mnuchin bekannt, dass die Ausgabe von 20-Dollar-Scheinen mit dem Porträt von Tubman auf das Jahr 2028 verschoben wurde, einen Zeitpunkt, zu dem Trump nicht mehr im Amt sein würde. Am 25. Januar 2021, fünf Tage nach seiner Amtseinführung als Präsident, belebte Joe Biden laut Pressesprecherin Jen Psaki den Plan wieder, das Porträt des wegen Sklavenbesitzes und Verbrechen gegen die indigene Bevölkerung kontrovers diskutierten 7. Präsidenten der Vereinigten Staaten, Andrew Jackson, durch das Porträt von Harriet Tubman zu ersetzen.
Im Heiligenkalender der Episkopalkirche der Vereinigten Staaten von Amerika ist der 20. Juli und im Kalender der Evangelisch-Lutherischen Kirche in Amerika (ELCA) der 10. März ein Gedenktag für Harriet Tubman.
Im Herbst 2019 kam die Verfilmung ihrer Geschichte unter dem Titel Harriet in die Kinos. Kasi Lemmons führte Regie; Cynthia Erivo spielte die Hauptrolle.
Die kanadische Bundesregierung, vertreten durch den für das Historic Sites and Monuments Board of Canada zuständigen Minister, ehrte Tubman am 3. August 2005 für ihr Wirken in der Underground Railroad und erklärte sie zu einer „Person von nationaler historischer Bedeutung“.